# Rheinland-Pfalz Open Air

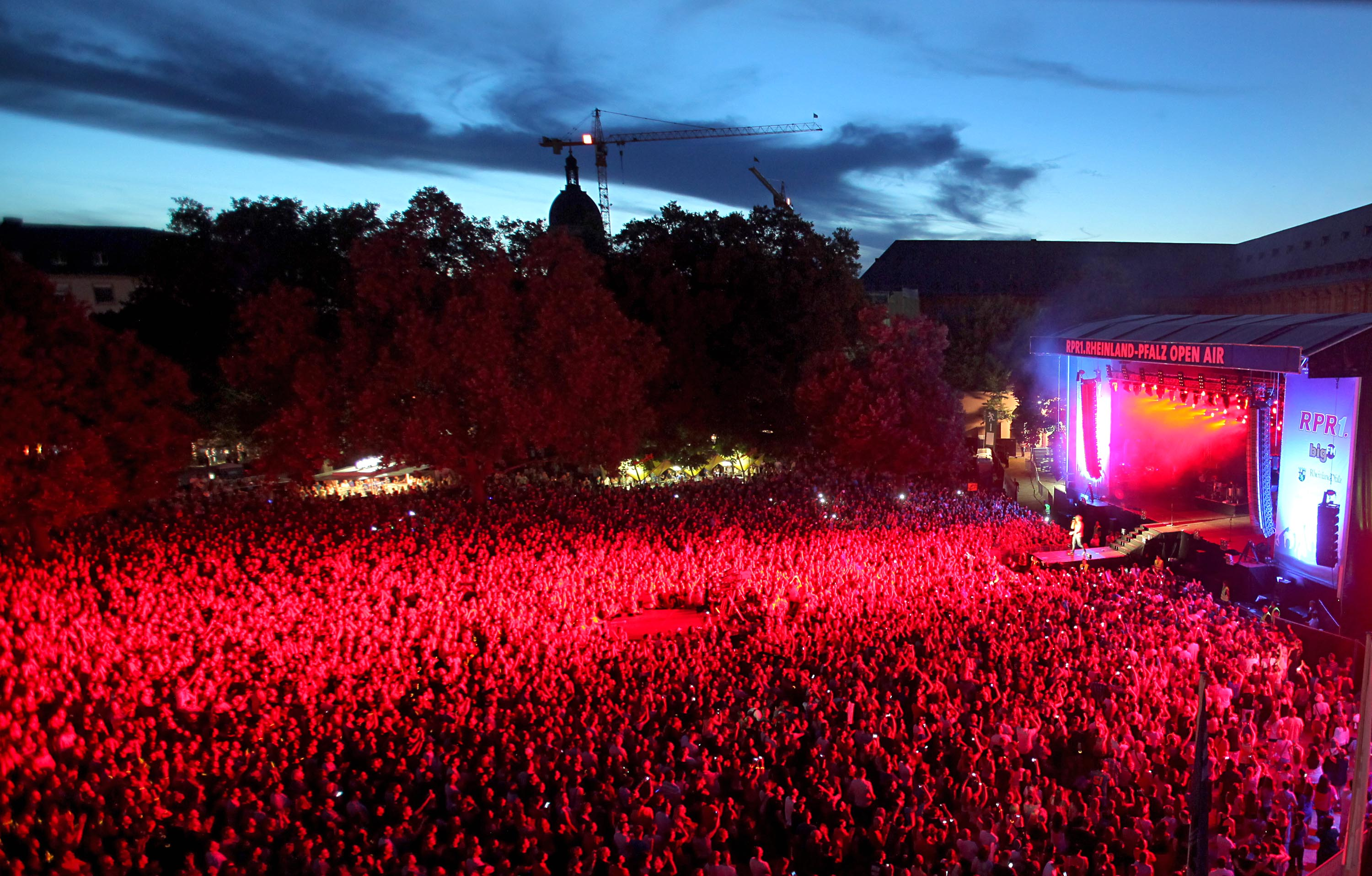
Rheinland-Pfalz Open Air 2013

Das Rheinland-Pfalz Open Air ging aus einem Konzert zum Landesjubiläum 1997 hervor und fand seitdem bis 2014 einmal im Jahr in der rheinland-pfälzischen Landeshauptstadt Mainz statt. Das Open-Air-Gelände befand sich auf dem Ernst-Ludwig-Platz an der Großen Bleiche zwischen den Landesministerien und dem Kurfürstlichen Schloss.

## Veranstalter
Veranstaltet wurde das knapp zehnstündige kostenlose Musikfest vom Landtag Rheinland-Pfalz, der Staatskanzlei Rheinland-Pfalz und einem Hörfunksender. Zwischen 1998 und 2004 war SWR3 Hörfunkpartner, anschließend übernahm 2005 bis 2014 RPR1 mit seinem Jugendsender bigFM die Hörfunkpartnerschaft. Mitte Februar 2015 teilte RPR1 dem Landtag und Landesregierung mit, dass sie 2015 den Vertrag über die Durchführung des Rheinland-Pfalz Open Air im Landtags- und Regierungsviertel nicht fortsetzen will.

## Mitwirkende Künstler

### SWR (1998–2004)
1998
1999

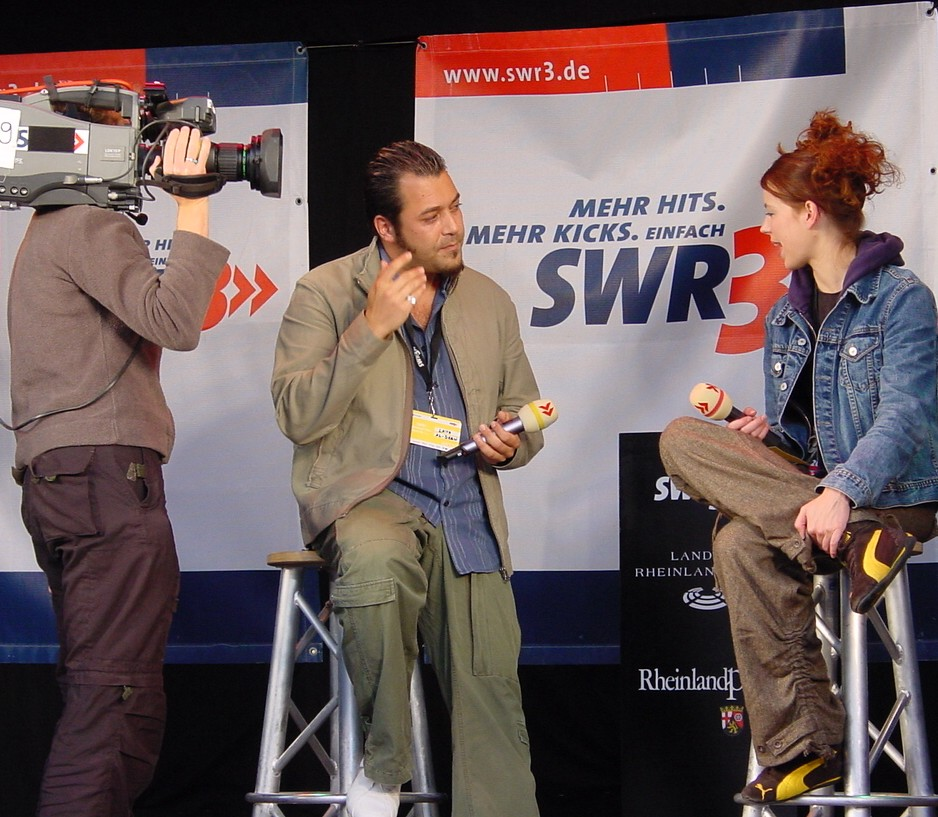
Laith Al-Deen (Mitte) im Interview mit Nicole Köster auf dem letzten SWR3 Rheinland-Pfalz Open Air vor dem Kurfürstlichen Schloss in Mainz 2004

Die Fantastischen Vier, Echt, Liquido
2000
Sabrina Setlur, Echt, Marque, Söhne Mannheims, ATC, The King, Four Colourz, Natural Born Hippies, Madasun
2001
Vanessa Amorosi, Rednex, Melanie Thornton, Laith Al-Deen, The Underdog Project, Atomic Kitten, Spooks
2002
Reamonn, Fury in the Slaughterhouse, Amanda Marshall, Sylver, Natural, Wonderwall, Laith Al-Deen, David Charvet, The Alice Band.
Eröffnung: Ministerpräsident Kurt Beck, Jugendministerin Doris Ahnen und SWR-Intendant Peter Voß. SWR3-Moderatoren: Stephanie Haiber, Michael Spelth, Andreas Müller
2003
ATC, Patrick Nuo, DJ BoBo (erstmalige Open-Air-Festival-Show mit Band & Crew)
2004
Scorpions, Laith Al-Deen, Jeanette, Bossom, Groove Guerrilla, Silbermond

### RPR1 (2005–2014)
2005
Melanie C, Reamonn, Annett Louisan, Fettes Brot, Guildo Horn, Vanilla Ninja, Frameless, Overground, John Sutherland, Allee der Kosmonauten, Königwerq, T-Rio, P:lot, Ira Losco
2006
Katie Melua, Simple Minds, Mattafix, Tobias Regner, Mike Leon Grosch, Marc Terenzi, Simon Webbe, Rolf Stahlhofen, Soccx, Claus Eisenmann
2007 (18. August)
Rihanna (kurzfristiger Ersatz für Shaggy), Christina Stürmer, Mark Medlock, Ich+Ich, DolceNera, Martin Kilger, Menschenskinder, Kunze & Die Dicken Kinder, Bülent Ceylan
2008 (2. August)
Anna Joan & Band, Fred Freytag, Die dicken Kinder, Madcon, Jenniffer Kae, Vincent, Joy Denalane, Shaggy & Band, Die Fantastischen Vier (Tourneeauftakt)
2009
Sunrise Avenue, Sugababes, Cascada, Stanfour, Daniel Schuhmacher, Sarah Kreuz, Eisblume, The Baseballs
2010 (7. August)
Robin Gibb, 2raumwohnung, Gabriella Cilmi, Stanfour, Rolf Stahlhofen
2011
Ich + Ich, Milow, Juli, Die Atzen, Alphaville, We Will Rock You (Musical-Cast)
2012 (11. August)
Culcha Candela, Glasperlenspiel, Nena, Jupiter Jones, D’Artayon Duval und Anil Akin
2013 (17. August)
Silbermond, Sunrise Avenue, Tim Bendzko, MC Fitti, Jake & the Convolution (Gewinner des Nachwuchswettbewerbes von bigFM), Iggy and the German Kids, Di-rect.
Das Festival mit über 60.000 Besuchern wurde von Ministerpräsidentin Malu Dreyer, der stellvertretenden Landtagspräsidentin Hannelore Klamm, RPR1. und bigFM-Geschäftsführer Kristian Kropp sowie vom RPR1.Morningshow Moderatoren-Duo Kunze & Nadja eröffnet. Der größte Teil der Kosten (550.000 bis 650.000 Euro) übernimmt RPR1. Die Landesregierung steuert 50.000 Euro, die Staatskanzlei 30.000 Euro bei.
2014 (6. September)
Cro, Rea Garvey, Kim Wilde, Alligatoah, Flo & Chris. Das 10. Festival wurde von insgesamt 60.000 Menschen auf dem Ernst-Ludwig-Platz besucht.